# Disa lineata
Disa lineata är en orkidéart som beskrevs av Harry Bolus. Disa lineata ingår i släktet Disa och familjen orkidéer. Inga underarter finns listade i Catalogue of Life.